# 洪厚甜
洪厚甜（1963年—），号净堂，男，汉族，四川什邡人，中华人民共和国政治人物。现任中国国家画院书法篆刻所党支部书记、副所长。第十四届全国政协委员。